# سمی شیلت
سمی شیلتدر ۲۷ اکتبر سال ۱۹۷۳ میلادی در شهر روتردام هلند به دنیا آمد. او کاراته کای، کیک بوکسر و رزمی کار MMA و همچنین قهرمان چهار دوره مسابقات کی وان گرند پریکس است.

## زندگی ورزشی
در تاریخ کی وان او نخستین کسی است که توانسته سه سال پیاپی قهرمان این رقابتها شود. او همچنین با ارنستو هوست در تعداد قهرمانی‌ها در کی وان (با چهار قهرمانی) برابر است. شیلت در MMA, UFC و پانکراس نیز فعالیت دارد. او در MMA پیروزیهای ارزشمندی برابر گای مِزگر ،باب شریبر، ایکوهیسا مینُوا و گَن مک گی بدست آورد.
در تاریخ ۱۹ نوامبر سال ۲۰۰۵ شیلت نخستین حضورش را در فینال ۸ نفر کی وان تجربه کرد. او در مرحله یک چهارم نهایی رِی سیفو را شکست داد و در مرحله نیمه نهایی رِمی بونجاسکی مدافع عنوان قهرمانی را با ناک اوت مغلوب کرد. در مبارزه فینال هم با ضربه زانو توانست گلوبه فیتوسا را ناک اوت کند و نخستین قهرمانیش را در کی وان جشن بگیرد. در ۳۱ دسامبر سال ۲۰۰۵ و در جریان مسابقات پرمیوم دینامیت او ارنستو هوست (قهرمان ۴ دوره کی وان گرند پریکس) را مغلوب کرد.
شیلت در سال ۲۰۰۶ دو بار شکست خورد. یک بار مقابل پیتر آرتز و بار دیگر مقابل هونگ مَن چوی امّا شیلت موفق شد با ناک اوت کردن بجورن برگی به فینال ۸ نفر راه پیدا کند. در فینال ۸ نفر سال ۲۰۰۶ او به ترتیب ژروم لی بنر، ارنستو هوست و پیتر آرتز را مغلوب کرد و برای دومین بار قهرمان مسابقات کی وان گرند پریکس شد. در ۳ آوریل سال ۲۰۰۷ او رِی سیفو را در ران دوم ناک اوت کرد تا نخستین قهرمان فوق‌سنگین مسابقات کی وان گرند پریکس ۲۰۰۷ یوکوهاما شود. سمی شیلت در ۲۳ ژوئن ۲۰۰۷ و در مسابقات جایزه بزرگ کی وان آمستردام با مایتی مو قهرمان جایزه بزرگ هاوایی رو به رو شد که توانست او را شکست دهد و از عنوانش در فوق‌سنگین دفاع کند.
در جریان مسابقات حذفی فینالکی وان گرند پریکس در سئول کره جنوبی، شیلت با پُل اسلووینسکی رو به رو شد. شیلت در همان راند اول با یک ضربه زانو اسلووینسکی را ناک اوت کرد. با این برد او راهی مرحله فینال ۸ نفر مسابقات کی وان گرند پریکس۲۰۰۷ شد. در مبارزه مرحله یک چهارم پایانی با کاراته کای برزیلی گلوبه فیتوسا مبارزه کرد که او را برای بار سوم شکست داد. در مرحله نیمه نهایی او برای بار دوم مقابل ژروم لی بنر ایستاد در راند اول لی بنر تفکر دفاعی را پیش گرفت قبل از پایان راند، شیلت با زانو ضربه شدیدی را بر بدن لی بنر وارد کرد. در راند دوم شیلت یک ضربه لو کیک به لی بنر زد که این ضربه به لی بنر احساس درد وارد کرد. لی بنر به زحمت از جای خود بلند شد اما مربیان گوشه رینگ حوله را به نشانه انصراف از ادامه مبارزه به داخل رینگ پرتاب کردند تا از تشدید آسیب دیدگی لی بنر جلوگیری کنند. حریف مبارزه فینال شیلت، پیتر آرتز بود. این بار سوم بود که این دو مبارز باید در مقابل همدیگر قرار می‌گرفتند. در این مبارزه زانوی آرتز آسیب دید بطوریکه قادر به ادامه مبارزه نبود و بدین ترتیب شیلت برای سومین بار پیاپی قهرمان مسابقات کی وان گرند پریکس شد.
در سپتامبر سال ۲۰۰۸ و در فینال ۱۶ نفر مسابقات کی وان گرند پریکس ۲۰۰۸ شیلت مغلوب پیتر آرتز شد و از رسیدن به فینال ۸ نفر بازماند.
سمی شیلت در فیلم ترانسپورتر ۳ نیز یک نقش کوچک ایفا کرد.
در ۱۶ ماه می سال ۲۰۰۹ و در مسابقات It’s showtime 2009 در آمستردام هلند، سمی شیلت در راند اول مغلوب بدر هری شد. در فینال ۱۶ نفر مسابقات کی وان گرند پریکس ۲۰۰۹ شیلت توانست دانیل گیتا فایتر رومانیایی را شکست دهد. در مرحله فینال ۸ نفر همان سال، او ژروم لی بنر را با تکنیکال ناک اوت مغلوب کرد. در مرحله نیمه نهایی رمی بونجاسکی حریف او بود. بونجاسکی در راند اول یکبار شیلت را ناک دان کرد اما شیلت از جای خود بلند شد و با ۲ ناک دان جواب محکمی به بونجاسکی داد و خود را فینالیست کرد. حریف او در فینال بدر هری بود. شیلت موفق شد با تکنیکال ناک اوت هری را شکست دهد و برای با چهارم قهرمان مسابقات کی وان گرند پریکس شود. با کسب این قهرمانی او به رکورد ارنستو هوست دست یافت. او همچنین رکورد سریعترین قهرمانی را در مجموع سه مبارزه مرحله فینال ۸ نفر بدست آورد. او در مجموع سه مبارزه اش تنها با ۳۵۵ ثانیه پیروز شد.
در آوریل سال ۲۰۱۰ شیلت موفق شد، اِرول زیمرمن را شکست دهد و به مرحله فینال ۱۶ نفر مسابقات کی وان گرند پریکس ۲۰۱۰ راه پیدا کند. در این مرحله او هِسدی جِرجِس را در یک مبارزه نزدیک شکست داد و قدم به فینال ۸ نفر مسابقات کی وان گرند پریکس ۲۰۱۰ گذاشت. در مرحله یک چهارم نهایی شیلت، کیوتارو مبارز ژاپنی را شکست داد اما در مرحله نیمه نهایی مغلوب پیتر آرتز شد و از رسیدن به فینال رقابتها بازماند.

## مسابقات افتخار
در سال ۲۰۱۲ شیلت با شکست دادن بریس گیدُن و اِرول زیمرمَن شروع خوبی داشت. او سپس در تورنومنت سنگین‌وزن مسابقات گرند اسلم افتخار ۴ توکیو با شکست دادن گیدُن، ریکو وِرهووِن و گوکان ساکی به فینال رسید و در مبارزه فینال موفق شد با تکنیکال ناک اوت دانیل گیتا را شکست دهد و قهرمان شود.

## بازنشستگی
در ۲۶ ژوئن ۲۰۱۳ منابع موثق اعلام کردند که سِمی شیلت به دلیل شرایط قلبی دیگر مبارزه نخواهد کرد و بازنشست خواهد شد. هر چند خود شیلت هیچگاه به‌طور رسمی این موضوع را اعلام نکرد ولی پس از قهرمانی در افتخار ۴ در هیچ مسابقه‌ای شرکت نکرد.

## عناوین
-قهرمان مسابقات کی وان گرند پریکس۲۰۰۵ در پاریس
-قهرمان مسابقات کی وان گرند پریکس ۲۰۰۵
-قهرمان مسابقات کی وان گرند پریکس ۲۰۰۶
-قهرمان مسابقات کی وان گرند پریکس ۲۰۰۷
-قهرمان مسابقات کی وان گرند پریکس ۲۰۰۹
-قهرمان مسابقات فوق‌سنگین کی وان
- قهرمان مسابقات گرند اسلم افتخار ۴ توکیو